# Писаренки (Мачухівська сільська громада)
Писа́ренки — село в Україні, у Мачухівській сільській громаді Полтавського району Полтавської області. Населення становить 72 особи. До 2020 орган місцевого самоврядування — Калашниківська сільська рада.

## Географія
Село Писаренки знаходиться за 2,5 км від лівого берега річки Полузір'я, вище за течією на відстані 1 км розташоване село Клименки, нижче за течією на відстані 1,5 км розташоване село Твердохліби. По селу протікає пересихаючий струмок з загатою.

## Історія
12 червня 2020 року, відповідно до розпорядження Кабінету Міністрів України № 721-р «Про визначення адміністративних центрів та затвердження територій територіальних громад Полтавської області», село увійшло до складу Мачухівської сільської громади.
19 липня 2020 року, в результаті адміністративно - територіальної реформи та ліквідації Полтавського району(1925—2020), село увійшло до складу новоутвореного Полтавського району.